# National Suisse
Der National suisse war die Parteizeitung der Neuenburger Radikalen. Die Zeitschrift wurde in La Chaux-de-Fonds herausgegeben, ihre erste Nummer erschien am 1. Juli 1856. Redaktoren des National suisse waren u. a. Numa Droz (1864–1871) und Alexis Maridor. National suisse war zudem Verlag («Imprimerie du National Suisse»).